# Першеке
Перше́ке или Пярше́ке (лит. Peršėkė) — река в Литве, протекает по территории Алитусского района Алитусского уезда и Пренайского района Каунасского уезда на юге страны. Левый приток среднего Немана.
Длина реки составляет 54 км. Площадь водосборного бассейна — 562 км². Средний уклон — 1,15 м/км. Скорость течения — 0,2 м/с. Средний расход воды в устье — 2,47 м³/с.
Першеке вытекает из озера Обелиёс на высоте 108 м над уровнем моря в 4 км юго-западнее деревни Мирославас. В верхней половине течёт в основном на северо-запад, в нижней — на северо-восток. Впадает в Неман около местечка Бальберишкис.
Притоки:
- левые: Мятялите, Варпутис, Руде, Камаря, Вайчюкупис;
- правые: Вайсупис, Паэжяреле, Гулбе, Рудяле[1].

В 27 км от устья на реке построено Крокялаукское водохранилище площадью 75 га.